# Stefanie Scott
Stefanie Noelle Scott (* 6. prosince 1996, Chicago, Illinois, USA) je americká zpěvačka a herečka. Nejvíce se proslavila rolí Lexi Reed v seriálu Farma R.A.K,. vysílaným stanicí Disney Channel a rolí ve filmu Má mě rád, nemá mě rád, za kterou v roce 2011 získala cenu Young Artist Award.

## Životopis
Narodila se Chicagu v Illinois. Má dva starší bratry Troye a Trenta. Navštěvovala Holy Trinity Episcopal Academy, než začala být vyučována doma.

## Kariéra

### 2008-12: R.A.K Farma a hudba
Poprvé se objevila v roce 2008 v roli Katie ve filmu Beethoven: Velký trhák. Poté hrála v celovečerním filmu režiséra Roba Reinera Má mě rád, nemá mě rád a ve filmu s názvem Hlavně nezávazně. Objevila se v roce 2009 v srpnovém vydání časopisu Girls Discovery. Nadabovala hlas Emmy v animovaném televizním seriálu Superagent Oso vysílaný na Disney Channel. Hostující roli si zahrála v seriálu Táta k pronajmutí na stanici FOX a roli Sarah v seriálu Chuck na stanici NBC.
V roce 2011 začala hrát jednu z hlavních postav Lexi Reed v seriálu Farma R.A.K vysílaném stanicí Disney Channel. V první sérii sloužila také jako druhá asistentka režiséra. Ten samý rok vydala písničku "Girl I Used to Know". Hudební video mělo premiéru 26. října.

### 2014-současnost: Filmy
V roce 2013 se objevila v patnácté sérii seriálu Zákon a pořádek: Útvar pro zvláštní oběti jako Clare Wilson. Jako Maybelle se objevila v Disneyovském seriálu Jessie. V roce 2004 se soustředila na filmy. Natočila čtyři filmy: Caught, Insidious 3: Počátek, Jem and the Holograms a Life at These Speeds.

## Filmografie

### Film
| Rok  | Název                  | Role          | Poznámky                                                                                          |
| ---- | ---------------------- | ------------- | ------------------------------------------------------------------------------------------------- |
| 2008 | Beethoven: Velký trhák | Katie         | Nominace - Young Artist Award v kategorii Nejlepší vystoupení ve filmu na DVD                     |
| 2010 | Má mě rád, nemá mě rád | Dana Tressler | Young Artist Award v kategorii Nejlepší vystoupení ve filmu - herečka ve vedlejší roli            |
| 2011 | Hlavně nezávazně       | Mladá Emma    | Nominace - Young Artist Award v kategorii Nejlepší vystoupení ve filmu - herečka ve vedlejší roli |
| 2012 | Ne/přátelé             | Julianne      | TV film                                                                                           |
| 2012 | Raubíř Ralf            | Moppet dívka  | hlas                                                                                              |
| 2014 | Red Zone               | Caroline      | TV film                                                                                           |
| 2015 | Insidious: Počátek 3   | Quinn Brenner |                                                                                                   |
| 2015 | Jem and the Holograms  | Kimber Benton |                                                                                                   |
| 2015 | Life at These Speeds   | Ellie         |                                                                                                   |
| 2015 | Caught                 | Allie         |                                                                                                   |

### Televize
| Rok       | Název                                     | Role                     | Poznámky |
| --------- | ----------------------------------------- | ------------------------ | --- |
| 2008      | Chuck                                     | Mladá Sarah              | epizoda: "Chuck Versus the DeLorean" Nominace - Young Artist Award v kategorii Nejlepší hostující vystoupení v televizním seriálu - herečka     |
| 2009      | Superagent Oso                            | Briana                   | hlas epizoda: "Goldfeather/Live and Let Ride"                                                                                                   |
| 2009      | Nové trable staré Christine               | Britney Burke            | epizoda: "The Curious Case of Britney B" Nominace - Young Artist Award v kategorii Nejlepší hostující vystoupení v televizním seriálu - herečka |
| 2010      | Funny in Farsi                            | Deborah "Debbie" Appleby | epizoda: "Pilot" |
| 2010      | Táta k pronajmutí                         | Molly                    | epizoda: "Kisses and Beads" |
| 2011–2014 | Farma R.A.K                               | Lexi Reed                | hlavní role Young Artist Award v kategorii Nejlepší vystoupení v televizním seriálu - herečka ve vedlejší roli                                  |
| 2013      | Rachael vs. Guy: Celebrity Cook-Off       | Samu sebe                | porota epizoda: "First Lady Luncheon" |
| 2014      | Zákon a pořádek: Útvar pro zvláštní oběti | Clare Wilson             | 2 epizody |
| 2014      | Jessie                                    | Maybelle                 | epizoda: "Hoedown Showdown" |

## Diskografie

### EP
- New Girl in Town (2009)

### Singly

#### Promo singly
| Název                                               | Rok  | Album |
| --------------------------------------------------- | ---- | ----- |
| "Break the Floor"                                   | 2008 | NA    |
| "Shoulda Woulda Coulda"                             | 2008 | NA    |
| "Girl I Used to Know"                               | 2011 | NA    |
| "FYI"                                               | 2012 | NA    |
| "Everything Has Changed" (feat. Spencer Sutherland) | 2013 | NA    |
| "I Don't Wanna Let You Go"                          | 2014 | NA    |

#### Featuring
| Název  | Rok  | Umělec         | Album        |
| ------ | ---- | -------------- | ------------ |
| "Pose" | 2012 | Carlon Jeffery | Farma R.A.K. |

### Hudební videa
| Název                    | Rok  | Režisér        | Poznámky |
| ------------------------ | ---- | -------------- | -------- |
| "Girl I Used to Know"    | 2011 | Chris Grieder  |          |
| "I Like That"            | 2013 | Raul Gonzo     |          |
| "Everything Has Changed" | 2013 | Graham Fielder |          |